# La Boussac
La Boussac település Franciaországban, Ille-et-Vilaine megyében. Lakosainak száma 1250 fő (2022. január 1.). La Boussac Saint-Broladre, Sains, Baguer-Pican, Broualan, Epiniac, Pleine-Fougères és Trans-la-Forêt községekkel határos.

## Népesség
A település népességének változása:
| Lakosok száma | 1152 | 937  | 909  | 1093 | 1135 | 1144 | 1181 | 1200 | 1215 | 1250 |
|               | 1968 | 1982 | 1990 | 2006 | 2013 | 2015 | 2017 | 2019 | 2020 | 2022 |